# Sebaea leiostyla
Sebaea leiostyla là một loài thực vật có hoa trong họ Long đởm. Loài này được Gilg miêu tả khoa học đầu tiên năm 1898.